# Meteoor

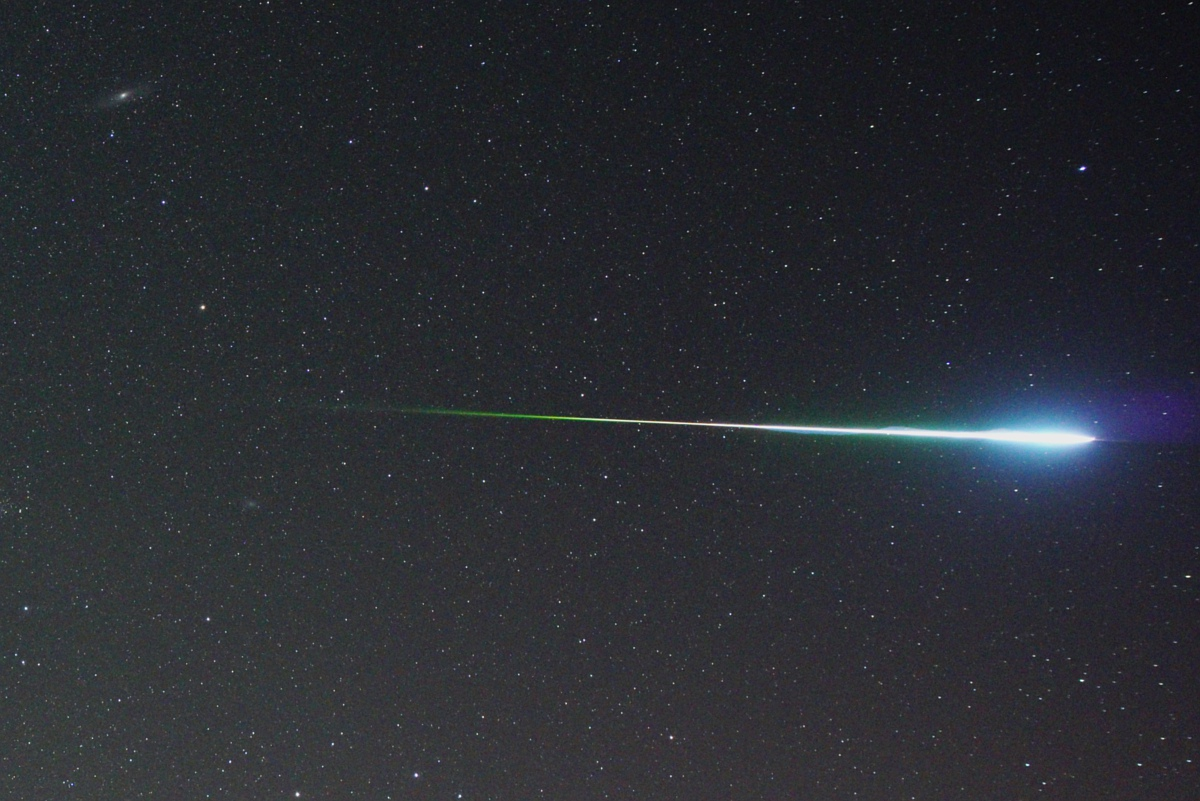
Een meteoor gezien vanaf de Aarde

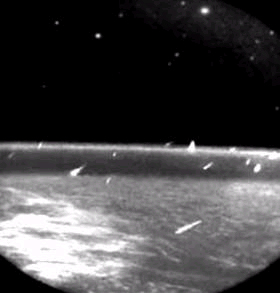
Leoniden gezien vanuit de ruimte in 1997, NASA

Een meteoor of vallende ster is een meteoroïde op ca. 100 km hoogte die met een enorme snelheid (tot tientallen kilometers per seconde) in de atmosfeer van de Aarde terechtkomt. Soms heeft men het over het stofdeeltje maar een meteoor verwijst naar de lichtflits die wordt veroorzaakt door een meteoroïde. Een meteoroïde die de aarde bereikt wordt een meteoriet genoemd. Meestal zijn de stofdeeltjes te klein om het aardoppervlak te bereiken.
Een meteoroïde kan in omvang variëren. Het lichtspoor kan veroorzaakt worden door een klein stofdeeltje, maar ook door een lichaam met een omvang van enkele tientallen meters, zoals de meteoroïde bij Tsjeljabinsk in 2013.
De meteoroïde wordt door de atmosfeer afgeremd. Door de enorme wrijvingskrachten die hierbij optreden wordt de meteoroïde verhit waardoor hij verdampt, al dan niet versneld door uit elkaar te vallen. Bij lichamen groter dan het gemiddelde atmosferische vrije pad  (10 cm tot verscheidene meters) wordt dit zichtbare licht veroorzaakt door de hitte als gevolg van ram pressure en niet door wrijving, zoals meestal aangenomen wordt. De wrijvingskrachten doen bovendien ook de omringende lucht oplichten, zoals een elektrische stroom het gas in een buislamp. Er is dus een ionisatie van de omliggende luchtkolom. Het lichtspoor dat ontstaat wekt de illusie van een ster die zich plotseling snel verplaatst of naar beneden valt, vandaar ook de benaming 'vallende ster'.
Een deeltje ter grootte van een erwt geeft al een bijzonder heldere lichtstreep. Een zeer helder lichtspoor (helderder dan de planeet Venus) wordt ook wel een bolide of vuurbal genoemd.
Meteoroïden vallen 24 uur per dag de atmosfeer binnen. Aan de kant van de aarde die op dat moment naar de omlooprichting van de Aarde gekeerd is - waar het op dat moment ochtend is - dringen meer meteoroïden de dampkring binnen dan aan andere kanten. Dat komt doordat de aarde op die plek de meteoroïden tegemoet komt. Maar meteoroïden dringen ook op andere plaatsen de dampkring binnen. De lichteffecten zijn (behalve in zeer uitzonderlijke gevallen) alleen 's nachts te zien. Overdag kunnen meteoren waargenomen worden met radar.
Meteoren kunnen afzonderlijk komen, maar ook in zwermen of sterrenregens, bijvoorbeeld de Leoniden of Perseïden.
Soms is een meteoroïde zo groot dat zij niet volledig in de atmosfeer verdampt. Er valt dan een gedeelte (eventueel in stukken) op Aarde. Dit wordt dan een meteoriet genoemd. Dit gebeurt echter zeer zelden. De brokstukken van zulke meteoroïden zijn zeer waardevol voor het astronomisch onderzoek naar het ontstaan van het zonnestelsel.